# 2000년 대한민국의 영화
다음은 2000년에 대한민국의 영화에 관한 서술한다.

## 흥행 주요 기록
1위 〈공동경비구역 JSA〉이 관객수 583만명을 넘었다. 2위 〈비천무〉(210만명), 3위 〈반칙왕〉(187만명), 4위 〈단적비연수〉 (150만명), 5위 〈리베라 메〉 (135만명), 6위 〈동감〉 (120만명), 7위 〈가위〉 (100만 명), 8위 〈거짓말〉 (97만명), 9위 〈자카르타〉 (87만 명), 10위 〈박하사탕〉 (85만명) 등이 차지하였다.

## 이벤트 및 수상
- 제36회 백상예술대상
- 제4회 부천국제판타스틱영화제
- 제5회 부산국제영화제
- 제37회 대종상 영화제
- 제20회 한국영화평론가협회상
- 제21회 청룡영화상
- 제23회 황금촬영상
- 제8회 춘사예술영화상
- 송년호 발행 : 씨네21 영화상

## 같이 보기
- 2000년 영화
- 대한민국의 영화